# Диглосија у арапском језику
Диглосија је појава у којој заједница говорника употребљава паралелно две битно различите варијанте истог језика, у зависности од комуникацијског контекста. Диглосија је појава која захвата читаву заједницу, а двојезичност (билингвизам) индивидуална је појава. За цео говорни простор арапског језика карактеристична је диглосија. У арапском језику са једне стране стоји стандардни језик, изведен из класичног (الفُصْحَى), а са друге стране је језик дијалеката(العَامِيَة). Стандардни језик је језик се описујуе као, књижевни и формални језик који исказује висок степен хомогености и служи као службени језик свих арапских земаља. То је језик ислама (друге по величини религије на свету), панарапски национализам, и означава арапски идентитет. Дијалекат, с друге стране, представља народну књижевност и свакодневни вид комуникације. Арапима је матерњи језик управо тај дијалекат, док књижевни арапски уче процесом образовања и школовања. Поред ова два, у говорној пракси јављају се бројни прелазни варијетети који представњају својеврсну функционалну мешавину стандардног варијетета и двају говора у контакту.

## Диглосија и образовање у арапском свету
Стопа писмености у арапском свету је него просечна за земље у равоју и представља изазов за систем образовања. Поред константних напора да се побољша језичка политика у арапском свету, већина ових покушаја се заснивају на педагошким и језичким сугестијама за побољшање усвајања стандардног језика. Примећује се растућа свест међу арапском образованим светом о директној вези између употребе стандардног језика у формалном образовању и и високог степена неписмености у арапским земљама. Образовна политика развојног дискурса у арапском свету тренутно нема одговорен а проблем диглосије, који су посебно важни за развој погодних образовних метода и и праксе за развој писмености.

## Стандардизација
У дефиницији свих језика постоје утврђена граматичка правила у стандардном језику. Постоје граматике, речници, изговор, стил писања, као и утврђена норма која дозвољава мале варијанте на тему. С друге стране дескриптивне и нормативне студије дијалекта или не постоје или су новијег датума и малобројне. На њима су највише радили учењаци ван подручја говорног језика и писани су на другим језицима. Дијалекат нема устаљена правила писања, граматику, речник и начин изговарања.